# Vieri Luschi
Vieri Luschi detto Cittino (Giuncarico, 13 gennaio 1911 – Grosseto, 3 marzo 1974) è stato un fantino italiano.

## Biografia
Figlio del fantino Ottorino Luschi detto Cispa e fratello di Mario detto Ciaba, disputò il Palio di Siena per nove volte, vincendo il 2 luglio 1931 per l'Aquila.
Legò il suo nome proprio alla Nobile Contrada dell'Aquila, per la quale corse cinque carriere; fece il suo esordio in Piazza con la Contrada della Selva, correndo per quest'ultima in tre occasioni. Una la presenza al Palio con l'Oca.

## Presenze al Palio di Siena
Le vittorie sono evidenziate ed indicate in neretto.
| Palio          | Contrada | Cavallo            |
| -------------- | -------- | ------------------ |
| 16 agosto 1929 | Selva    | Morello di P. Neri |
| 3 luglio 1930  | Selva    | Cesarina           |
| 2 luglio 1931  | Aquila   | Lina               |
| 3 luglio 1932  | Selva    | Carnera            |
| 16 agosto 1932 | Aquila   | Melisenda          |
| 16 agosto 1934 | Aquila   | Aquilino           |
| 2 luglio 1935  | Aquila   | Melisenda          |
| 16 agosto 1937 | Oca      | Stella             |
| 16 agosto 1939 | Aquila   | Aquilino           |